# Greg Vaughan
Greg Vaughan (Dallas (Texas), 15 juni 1973), geboren als James Gregory Vaughan, is een Amerikaanse acteur en model.

## Biografie
Vaughan bracht zijn jeugd door in zijn geboorteplaats Dallas (Texas) en Fredericksburg (Texas). Hij haalde zijn diploma aan de Mesquite High School in Mesquite (Texas) in dezelfde staat. Op school was Vaughan actief in sport, studentenpolitiek en talentenjachten. Op 16-jarige leeftijd werd hij ontdekt door een modellenbureau en meteen door hen vastgelegd. Hij vertrok vervolgens naar Milaan voor modellenwerk. Hij werkte voor onder meer Giorgio Armani, Gianni Versace, Tommy Hilfiger en Ralph Lauren. Aan zijn leven als wereldreiziger kwam een eind toen zijn moeder ernstig ziek werd. Zij haalde haar zoon ertoe over om te gaan werken als acteur. Hij begon met acteren in reclamefilmpjes en maakte zijn tv-debuut in 1996 in de televisieserie Malibu Shores van de bekende televisieproducent Aaron Spelling. Hierna heeft hij nog meerdere rollen gespeeld in televisieseries en televisiefilms, zoals Beverly Hills, 90210 (1996-1997), Charmed (1999-2000), The Young and the Restless (2002-2003) en General Hospital (2003-2009). In de televisieserie General Hospital speelde hij in niet minder dan 602 afleveringen als Lucky Spencer.
Vaughan werd in 2003 genomineerd voor een Soap Opera Digest Award in de categorie Beste Nieuwkomer in de televisieserie The Young and the Restless. 
Vaughan trouwde in 2006 met de Nederlandse Touriya Haoud en heeft samen met haar drie zonen. In april 2014 maakten Vaughan en Haoud bekend dat ze gingen scheiden.

## Filmografie

### Films
Uitgezonderd korte films.
- 2021: Days of Our Lives: A Very Salem Christmas - als Eric Brady
- 2019: A Very Country Wedding - als Billy
- 2017: A Very Country Christmas - als Billy
- 2017: Valentine's Again - als Danny
- 2015: The Christmas Note - als Kyle
- 2013: Someone to Love - als Corinth
- 2013: Playdate - als Ben
- 2013: Second Chances - als Jeff Sinclair
- 2011: Sebastian – als dr. David Zigler
- 2011: Love's Christmas Journey - als Aaron
- 2011: Borderline Murder - als Ray Sullivan
- 2002: For Mature Audiences Only – als Sam
- 1999: Student Affairs – als Jason
- 1998: Pacific Blue – als Trent Spence
- 1998: Children of the Corn V: Fields of Terror – als Tyrus
- 1998: Stuart Bliss – als kiosk verkoper
- 1997: Poison Ivy: The New Seduction – als Michael

### Televisieseries
Uitgezonderd eenmalige gastrollen.
- 2012-2024: Days of Our Lives - als Eric Brady - 1046 afl.
- 2016-2022: Queen Sugar - als Calvin - 29 afl.
- 2010: 90210 – als Kai – 3 afl.
- 2003-2009: General Hospital – als Lucky Spencer – 618 afl.
- 2002-2003: The Young and the Restless – als Diego Guttierez – 41 afl.
- 1999-2000: Charmed – als Dan Gordon – 18 afl.
- 1996-1997: Baywatch – als tiener – 2 afl.
- 1996-1997: Beverly Hills, 90210 – als Cliff Yeager – 6 afl.
- 1996: Malibu Shores – als Josh Walker – 10 afl.

- Biblioteca Nacional de España: XX1296315
- International Standard Name Identifier: 0000 0000 4454 2785
- Library of Congress Control Number: no2005097052
- Virtual International Authority File: 63750414
- WorldCat: E39PBJB4fVXThTc7dBBBFd9kXd